# ITF Sunderland
Das ITF Sunderland (offiziell: Sunderland Pro Series) ist ein Tennisturnier der ITF Women’s World Tennis Tour, das in Sunderland ausgetragen wird.

## Siegerliste

### Einzel
| Jahr | Kategorie | Siegerin               | Finalgegnerin        | Ergebnis      |
| ---- | --------- | ---------------------- | -------------------- | ------------- |
| 1994 | $10.000   |                        |                      |               |
| 1996 | $10.000   | Raluca Sandu           | Samantha Smith       | 4:6, 7:5, 6:4 |
| 1997 | $10.000   | Lorna Woodroffe        | Alessia Lombardi     | 6:4, 2:6, 6:4 |
| 1997 | $10.000   | Mareze Joubert         | Natalja Jegorowa     | 6:3, 1:6, 7:5 |
| 1998 | $10.000   | Mia Buric              | Julia Lutrova        | 6:2, 7:6      |
| 1999 | $10.000   | Manisha Malhotra       | Nicola Payne         | 2:6, 6:1, 6:0 |
| 2000 | $10.000   | Hannah Collin          | Olivia Sanchez       | 6:3, 6:3      |
| 2001 | $10.000   | Sofia Arvidsson        | Olivia Sanchez       | 6:3, 2:6, 6:0 |
| 2002 | $10.000   |                        |                      |               |
| 2003 | $10.000   | Yvonne Meusburger      | Hanna Nooni          | 4:6, 6:3, 6:1 |
| 2004 | $10.000   | Kaia Kanepi            | Anna Tschakwetadse   | 7:65, 6:0     |
| 2004 | $10.000   | Tessy Van de Veen      | Margit Rüütel        | 4:6, 6:0, 6:3 |
| 2005 | $25.000   | Sofia Arvidsson        | Irina Bulykina       | 6:1, 6:1      |
| 2005 | $10.000   | Kristina Barrois       | Anett Kaasik         | 7:62, 6:3     |
| 2005 | $10.000   | Margit Rüütel          | Piia Suomalainen     | 7:5, 6:0      |
| 2006 | $25.000   | Elise Tamaela          | Anne Keothavong      | 7:66, 6:3     |
| 2006 | $10.000   | Gaelle Widmer          | Naomi Cavaday        | 6:1, 3:6, 6:1 |
| 2006 | $10.000   | Martina Pavelec        | Piia Suomalainen     | 6:2, 6:4      |
| 2007 | $10.000   | Karen Lamb             | Carla Suárez Navarro | 6:4, 6:2      |
| 2007 | $10.000   | Gaelle Widmer          | Anna Fitzpatrick     | 6:4, 6:1      |
| 2007 | $10.000   | Iryna Kurjanowitsch    | Christina Wheeler    | 6:1, 6:0      |
| 2008 | $10.000   | Elena Kulikova         | Johanna Larsson      | 6:2, 7:66     |
| 2008 | $10.000   | Samantha Vickers       | Laura Robson         | 6:3, 6:2      |
| 2009 | $10.000   | Tímea Babos            | Matea Mezak          | 7:62, 6:4     |
| 2010 | $10.000   | Anna Fitzpatrick       | Samantha Murray      | 6:2, 3:6, 7:5 |
| 2011 | $10.000   | Alison Van Uytvanck    | Tara Moore           | 6:4, 6:1      |
| 2012 | $25.000   | Sarah Gronert          | Annika Beck          | 3:6, 6:2, 6:3 |
| 2013 | $15.000   | Anna-Lena Friedsam     | Alison Van Uytvanck  | 6:2, 7:64     |
| 2014 | $25.000   | An-Sophie Mestach      | Viktorija Golubic    | 6:1, 6:4      |
| 2015 | $10.000   | Amy Bowtell            | Marta Sirotkina      | 6:4, 6:3      |
| 2016 | $10.000   | Kathinka von Deichmann | Manon Arcangioli     | 6:3, 7:62     |
| 2017 | $15.000   | Maia Lumsden           | Freya Christie       | 6:4, 6:0      |
| 2019 | W25       | Laura-Ioana Paar       | Harriet Dart         | 7:5, 4:6, 6:2 |
| 2020 | W25       | Wiktorija Tomowa       | Emma Raducanu        | 4:6, 6:4, 6:3 |
| 2023 | W60       | Greet Minnen           | Mona Barthel         | 6:2, 1:6, 6:0 |

### Doppel
| Jahr | Kategorie | Siegerinnen                          | Finalgegnerinnen                            | Ergebnis          |
| ---- | --------- | ------------------------------------ | ------------------------------------------- | ----------------- |
| 1994 | $10.000   |                                      |                                             |                   |
| 1996 | $10.000   | Julie Hobbs Lorna Woodroffe          | Melissa Beadmen Hellen Laupa                | 6:4, 7:5          |
| 1997 | $10.000   | Shirli-Ann Siddall Amanda Wainwright | Megan Miller Rachel Viollet                 | 6:3, 6:3          |
| 1997 | $10.000   | Helen Crook Mareze Joubert           | Victoria Davies Limar Gabei                 | 6:2, 6:4          |
| 1998 | $10.000   | Lizzy Jelfs Mareze Joubert           | Helen Crook Victoria Davies                 | 6:1, 6:1          |
| 1999 | $10.000   | Claire Carter Rikke Faurfelt         | Julie Hanger Jheni Osman                    | 7:6, 6:3          |
| 2000 | $10.000   | Susi Bensch Nicola Payne             | Elsa Morel Petra Spaar                      | 6:4, 6:4          |
| 2001 | $10.000   | Ivonne Doyle Larem Nugent            | Cristelle Grier Anna Hawkins                | 4:6, 6:2, 6:1     |
| 2002 | $10.000   |                                      |                                             |                   |
| 2003 | $10.000   | Claire Curran Helena Ejeson          | KIm Kilsdonk Nicole Kriz                    | 6:2, 6:1          |
| 2004 | $25.000   | Helen Crook Martina Müller           | Katarina Mišić Dragana Zarić                | 6:3, 6:2          |
| 2004 | $25.000   | Elena Baltacha Jane O’Donoghue       | Eva Fislová Stanislava Hrozenská            | 6:1, 4:6, 6:2     |
| 2005 | $25.000   | Sofia Arvidsson Martina Müller       | Katarina Mišić Dragana Zarić                | 6:2, 6:3          |
| 2005 | $10.000   | Verena Amesbauer Veronika Chvojková  | Lizaan du Plessis Rebecca Llewellyn         | 6:3, 6:4          |
| 2005 | $10.000   | Sarah Coles Kateřina Vaňková         | Melissa Berry Lindsay Cunningham            | 2:6, 6:1, 6:4     |
| 2006 | $25.000   | Kim Kilsdonk Elise Tamaela           | Surina de Beer Ayami Takase                 | 7:5, 6:4          |
| 2006 | $10.000   | Carmen Klaschka Korina Perkovic      | Nadja Roma Piia Suomalainen                 | 6:2, 6:3          |
| 2006 | $10.000   | Piia Suomalainen Katariina Tuohimaa  | Laura Haberkorn Martina Pavelec             | 6:3, 6:4          |
| 2007 | $10.000   | Danielle Brown Elizabeth Thomas      | Raluca Ciulei Katie Ruckert                 | 6:4, 3:6, 6:3     |
| 2007 | $10.000   | Anna Hawkins Jane O’Donoghue         | Ria Dörnemann Emily Webley-Smith            | 6:4, 6:75, 6:3    |
| 2007 | $10.000   | Katharina Brown Elizabeth Thomas     | Daniëlle Harmsen Renee Reinhard             | 6:3, 6:1          |
| 2008 | $10.000   | Johanna Larsson Anna Smith           | Martina Babáková Iveta Gerlová              | 6:1, 3:6, [10:3]  |
| 2008 | $10.000   | Daniëlle Harmsen Kim Kilsdonk        | Katharina Brown Tara Moore                  | 6:74, 6:4, [10:4] |
| 2009 | $10.000   | Jennifer Ren Jessica Ren             | Daniëlle Harmsen Josanne Van Bennekom       | 3:6, 6:4, [10:8]  |
| 2010 | $10.000   | Amanda Elliott Anna Fitzpatrick      | Tara Moore Francesca Stephenson             | 6:2, 6:3          |
| 2011 | $10.000   | Eva Wacanno Caitlin Whoriskey        | Martina Borecká Petra Krejsová              | 6:2, 4:6, [10:8]  |
| 2012 | $25.000   | Justyna Jegiołka Diāna Marcinkēviča  | Martina Caciotti Anastasia Grymalska        | 6:4, 2:6, [10:6]  |
| 2013 | $15.000   | Hilda Melander Sandra Roma           | Amy Bowtell Lucy Brown                      | 6:0, 6:3          |
| 2014 | $25.000   | Jocelyn Rae Anna Smith               | Ágnes Bukta Wiktorija Tomowa                | 6:1, 6:1          |
| 2015 | $10.000   | Joscelyn Rae Anna Smith              | Justyna Jegiołka Cornelia Lister            | 6:3, 6:1          |
| 2016 | $10.000   | Emily Arbuthnott Emilie Francati     | Manon Arcangioli Harriet Dart               | 6:3, 4:6, [10:5]  |
| 2017 | $15.000   | Eleni Kordolaimi Maia Lumsden        | Alicia Barnett Sarah Beth Grey              | 2:6, 6:2, [11:9]  |
| 2019 | W25       | Maja Chwalińska Ulrikke Eiker        | Emina Bektas Tara Moore                     | 6:4, 3:6, [11:9]  |
| 2020 | W25       | Alicia Barnett Olivia Nicholls       | Celia Cerviño Ruiz María Gutiérrez Carrasco | 6:4, 7:64         |
| 2023 | W60       | Freya Christie Ali Collins           | Magali Kempen Eden Silva                    | 6:3, 7:65         |

## Quelle
- ITF Homepage